# Miss Universe 2023
Miss Universe 2023 – 72. wybory Miss Universe. Gala finałowa odbyła się 18 listopada 2023 w stolicy Salwadoru, San Salvador.
Miss Universe została reprezentantka Nikaragui Sheynnis Palacios. Polskę reprezentowała Angelika Jurkowianiec, lecz nie zakwalifikowała się do finałowej dwudziestki.

## Rezultaty
| Tytuł              | Laureatka |
| ------------------ | --- |
| Miss Universe 2023 | Nikaragua – Sheynnis Palacios |
| I Wicemiss         | Tajlandia – Anntonia Porsild |
| II Wicemiss        | Australia – Moraya Wilson |
| Top 5              | Kolumbia – Camila Avella · Portoryko – Karla Guilfú |
| Top 10             | Salwador – Isabella García-Manzo · Peru – Camila Escribens · Filipiny – Michelle Dee · Hiszpania – Athenea Pérez · Wenezuela – Diana Silva · |
| Top 20             | Kamerun – Issie Princesse · Chile – Celeste Viel · Indie – Shweta Sharda · Jamajka – Jordanne Levy · Namibia – Jameela Uiras · Nepal – Jane Dipika Garrett · Pakistan – Erica Robin · Portugalia – Marina Machete · Południowa Afryka – Bryoni Govender · Stany Zjednoczone – Noelia Voigt |

### Nagrody specjalne
| Tytuł                      | Laureatka                 |
| -------------------------- | ------------------------- |
| Miss Koleżeńskości         | Hiszpania – Athenea Pérez |
| Najlepszy kostium narodowy | Filipiny – Michelle Dee   |